# Episodi di Parks and Recreation (prima stagione)
La prima stagione della serie televisiva statunitense Parks and Recreation, composta da 6 episodi, è andata in onda su NBC dal 9 aprile al 14 maggio 2009.
In Italia la stagione è stata trasmessa dal 6 gennaio al 20 gennaio 2012 su Joi, canale pay di Mediaset Premium.
| nº | Titolo originale | Titolo italiano         | Prima TV USA   | Prima TV Italia |
| -- | ---------------- | ----------------------- | -------------- | --------------- |
| 1  | Pilot            | L'importante è crederci | 9 aprile 2009  | 6 gennaio 2012  |
| 2  | Canvassing       | Propaganda              | 16 aprile 2009 | 6 gennaio 2012  |
| 3  | The Reporter     | La giornalista          | 23 aprile 2009 | 13 gennaio 2012 |
| 4  | Boys' Club       | Benvenuta nel club      | 30 aprile 2009 | 13 gennaio 2012 |
| 5  | The Banquet      | Il banchetto            | 7 maggio 2009  | 20 gennaio 2012 |
| 6  | Rock Show        | Un fidanzato per Leslie | 14 maggio 2009 | 20 gennaio 2012 |

## L'importante è crederci
- Titolo originale: Pilot
- Diretto da: Greg Daniels
- Scritto da: Greg Daniels e Michael Schur

### Trama
Ann Perkins (Rashida Jones) partecipa a un incontro cittadino per chiedere che la fossa abbandonata da un vecchio cantiere edile venga riempita, dopo che il suo ragazzo, Andy (Chris Pratt) ci è caduto rompendosi entrambe le sue gambe. Leslie Knope (Amy Poehler), una funzionaria di medio livello del Parks and Recreation Department (il dipartimento che si occupa della manutenzione di parchi e aree pubbliche) nella città di Pawnee, promette di aiutarla trasformando la fossa in un bellissimo parco. Viene aiutata da Tom Haverford (Aziz Ansari) e dal suo ex amante, l'urbanista Mark Brendanawicz (Paul Schneider). Il suo capo, Ron Swanson (Nick Offerman), credendo che il governo debba intervenire il meno possibile, inizialmente si rifiuta di dar via al progetto. Ma Mark, colpito dall'ottimismo di Leslie, riesce a convincere Ron ad approvare il progetto chiedendogli un favore.

## Propaganda
- Titolo originale: Canvassing
- Diretto da: Seth Gordon
- Scritto da: Rachel Axler

### Trama
Leslie e la sottocommissione incaricata di risolvere il problema della fossa conducono un sondaggio nelle case del quartiere per raccogliere consensi sul progetto del parco e invitare i residenti all'imminente incontro cittadino. Tuttavia il piano non va come previsto, specialmente dopo che Tom si stacca dal gruppo e inizia a usare tattiche discutibili, come cercare favori in cambio di trattamenti preferenziali. Leslie spera che l'incontro pubblico da lei organizzato colpisca sua madre, la locale direttrice scolastica Marlene Griggs-Knope (Pamela Reed). Tuttavia, i sostenitori del parco non si presentano all'incontro, mentre gli opponenti si fanno sentire in gran numero. Il progetto viene quasi bocciato con un voto, ma Leslie, facendo ostruzionismo, riesce a salvarlo.

## La giornalista
- Titolo originale: The Reporter
- Diretto da: Jeffrey Blitz
- Scritto da: Daniel J. Goor

### Trama
Leslie invita una reporter locale (Alison Becker) a scrivere un articolo riguardo alla fossa, tuttavia le interviste si rivelano un fallimento. Spaventata da un possibile articolo negativo, Leslie chiede a Mark di parlare con la giornalista, ma diventa gelosa quando scopre che Mark è andato a letto con lei. Dopo aver avuto un confronto con lui, Mark infastidito lascia la sottocommissione. Ann riesce a convincere Mark a chiarire le cose con Leslie e dissuade la giornalista dall'usare gran parte del suo materiale negativo. Nonostante l'articolo sia largamente negativo, Leslie rimane ottimista. Nel frattempo, Tom cerca di migliorare la sua carriera lasciando vincere il suo capo, Ron, a un gioco online di Scarabeo.

## Benvenuta nel club
- Titolo originale: Boy's Club
- Diretto da: Michael McCullers
- Scritto da: Alan Yang

### Trama
Mentre Andy pulisce la sua casa per fare una sorpresa ad Ann, Leslie cerca di infiltrarsi nel club politico degli uomini autoinvitandosi a un loro incontro nel cortile del Municipio dopo il lavoro. Cercando di integrarsi, decide di aprire un cesto regalo dal valore di più di 25$, infrangendo le leggi etiche del governo locale. Sentendosi in colpa, chiede scusa ai funzionari di Pawnee, indirizzandoli nel sito della fossa per sottolineare i suoi risultati positivi. Tuttavia finisce ancora di più nei guai quando la tirocinante minorenne April Ludgate (Aubrey Plaza) posta nel sito un video di lei che beve vino. Leslie viene quindi interrogata dalla commissione etica, ma viene difesa da Ron che disprezza i procedimenti disciplinari della città. Leslie è felice quando Mark le dà il benvenuto nel suo club, avendo ricevuto la sua prima nota di demerito.

## Il banchetto
- Titolo originale: The Banquet
- Diretto da: Beth McCarthy-Miller
- Scritto da: Tucker Cawley

### Trama
Durante un banchetto in onore di sua madre, Leslie cerca di convincere una locale ufficiale urbanistica ad appoggiare il suo progetto sul parco. L'ufficiale resiste all'idea, quindi la madre di Leslie le suggerisce di ricattarla con un'informazione riguardante i problemi di suo marito con il bere. Nonostante sia riluttante, Leslie accetta il consiglio materno, ma essendo a disagio con questo squallido aspetto della politica decide di non seguirlo. Nel frattempo, Tom e Mark lasciano la festa per andare a rimorchiare donne in un bar, ma Mark capisce di preferire la compagnia di Leslie e Ann e torna al banchetto ormai concluso.

## Un fidanzato per Leslie
- Titolo originale: Rock Show
- Diretto da: Michael Schur
- Scritto da: Norm Hiscock

### Trama
Leslie si reca a quello che crede essere un incontro di lavoro con un anziano pezzo grosso del governo locale, ignara che sua madre le ha in realtà organizzato un appuntamento al buio. Un'infastidita Ann scopre che Andy avrebbe potuto farsi rimuovere i due gessi alle gambe due settimane prima, ma non lo ha fatto per fare in modo che Ann continuasse a prendersi cura di lui. Mark, disilluso dalla sua carriera, cerca di flirtare con Ann, che lo rifiuta. Leslie e Mark finiscono col bere della birra insieme sul ciglio della fossa e quando Mark cerca di baciarla, Leslie rifiuta perché l'uomo è ubriaco. Mark cade nella fossa.